# Émile Hilaire Amagat
Émile Hilaire Amagat, nascut 2 janvier 1841 a Saint-Satur ( Cher ) i mort en aquesta localitat el 15 février 1915, és un físic francès. Va fer un treball important en termodinàmica.

## Biografia
Émile Amagat es va doctorar a la Universitat de París el 1872 i va ser professor a la Facultat Lliure de Ciències de Lió. Entre 1879 i 1882, va estudiar especialment el comportament de nombrosos fluids a altes pressions (fins a diversos milers d'atmosferes). Per fer-ho, va desenvolupar molts dispositius piezòmetres originals. La seva originalitat s'estén a utilitzar la profunditat del pou d'una mina que s'enfonsa per assolir altes pressions de 430 atmosphères per tal d'estudiar les equacions d'estat de certs gasos La seva experiència el va portar a col·laborar amb el físic Peter Tait per al desenvolupament d'un piezòmetre adaptat per mesurar la compressibilitat de líquids
El 1902 va ser elegit membre de l'Acadèmia de Ciències. El 1903 va ser considerat per al Premi Nobel de Física, que finalment va ser concedit a Marie Curie, Pierre Curie i Henri Becquerel. El 15 février 1915, mor a Sant-Satur, a la seva casa familiar. El canceller ". L'Acadèmia de les Ciències li va concedir el Premi Jean-Reynaud de 1915, a títol pòstum

## Obra
El diagrama d'Amagat representa el producte P V d'un fluid ( P : pressió ; V : volum) en funció de P a temperatura constant.
La llei d'Amagat, anàloga a la llei de Dalton, estableix que la mescla, a pressió P i temperatura T, de diversos gasos perfectes o quasi perfectes, té un volum total igual a la suma dels volums, anomenats volums parcials, d'aquests gasos considerats per separat a la mateixa pressió P i temperatura T
Una unitat de densitat numèrica (o volum molecular ) ha rebut el nom d'amagat.

## Galeria

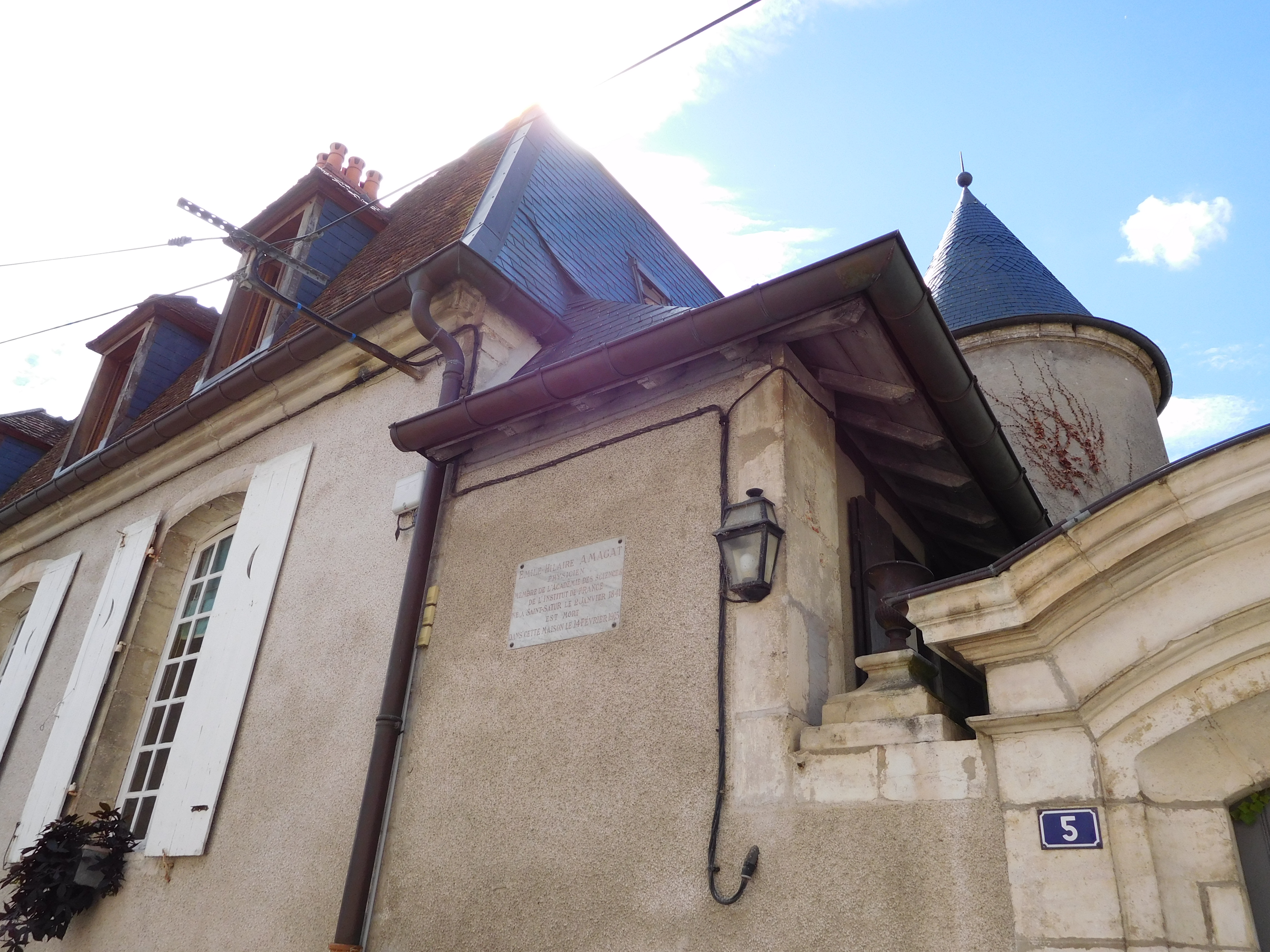
Casa familiar
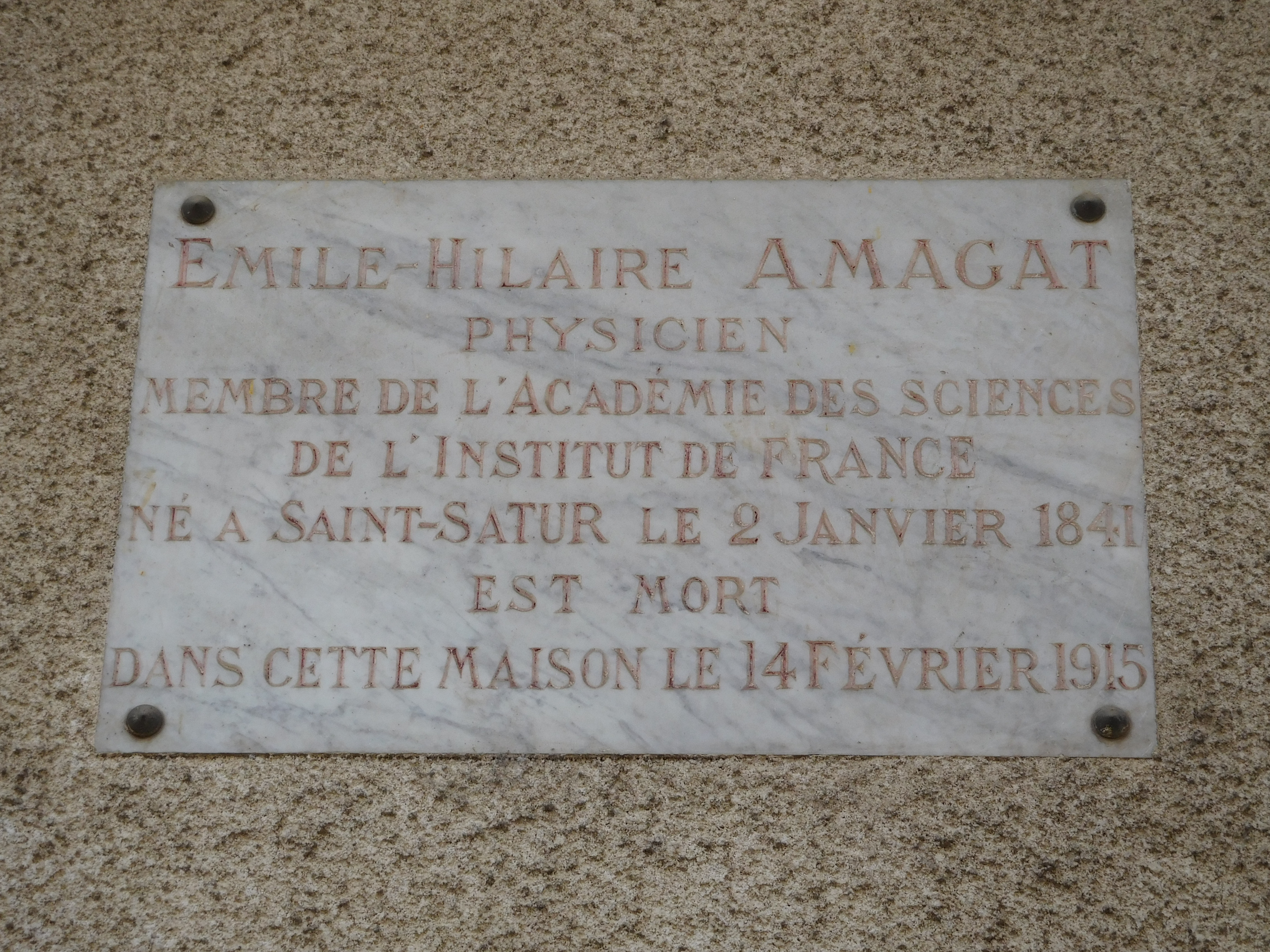
Placa en el seu honor